# Cyrax
Cyrax è un personaggio della serie videoludica Mortal Kombat.
È un membro del Lin Kuei nonché miglior amico di Sektor.

## Storia
Cyrax è il secondo dei tre prototipi di ninja cibernetici che appaiono in Mortal Kombat 3, e la sua missione, al pari di quella delle sue controparti Sektor e Smoke, è uccidere il ninja traditore Sub-Zero; questi, infatti, aveva rifiutato di sottostare alle direttive del Lin Kuei, che intendeva trasformare i propri guerrieri in automi, e aveva lasciato il clan: cosicché il Lin Kuei invia i tre sicari elettronici a uccidere Sub Zero.
Cyrax sarà sconfitto e riprogrammato da quest'ultimo affinché possa battere Shao Kahn ma, poiché l'Imperatore Oscuro è già stato sconfitto dai guerrieri della Terra, Cyrax rimane in attesa di nuovi ordini; pian piano il programma di Cyrax comincia a deteriorarsi, sicché l'automa finisce per vagare sulla Terra fino a sprofondare nelle sabbie mobili dell'ex Deserto di Jade. Successivamente viene ritrovato da Sonya Blade e Jax, e si unisce a loro nelle file delle Forze Speciali, per ringraziarli di averlo aiutato a tornare in parte umano.
Durante l'invasione dell'Alleanza Mortale formata da Quan Chi e Shang Tsung, Cyrax subisce un'imboscata da Drahmin e Moloch, ma sfugge ai due Oni; il suo braccio robotico, che gli consente l'accesso al Reame Terrestre (Earthrealm), rimane danneggiato da un attacco di Reptile orchestrato da Nitara. Cyrax, comunque, riesce a sfuggire e incontra Nitara, che gli offre il ritorno sulla Terra in cambio del suo aiuto e, quando Cyrax accetta, lo guida nel luogo dove è custodito l'uovo di drago di Onaga; quando Cyrax consegna l'uovo a Nitara, questa mantiene la sua parola e lo spedisce nel portale del Reame Terrestre.
Nel suo finale di Mortal Kombat Armageddon, Cyrax uccide Blaze e ritorna umano; ritrova Sub-Zero e insieme affrontano Sektor e Smoke. Sconfitti, i due cyborg vengono riprogrammati al servizio del Lin Kuei, in attesa che tornino umani.
Nella linea temporale di Mortal Kombat IX, Cyrax appare ancora umano e partecipa al primo torneo insieme con Sub-Zero e Sektor. Al pari degli altri membri del Lin Kuei presenti, è stato assoldato da Shang Tsung per eliminare i guerrieri della Terra.
Cyrax è molto legato alle antiche tradizioni, all'onore e allo spirito dei guerrieri Lin Kuei, tanto che si dimostra subito contrario all'idea del Gran Maestro di trasformare i guerrieri Lin Kuei in organismi cibernetici (cyborg), sottolineando quanto sia sbagliato togliere a un essere umano il proprio libero arbitrio; Cyrax, per questo motivo, decide di abbandonare il clan e darsi alla fuga: decisione purtroppo inutile, giacché Cyrax verrà catturato e automatizzato; così, ormai sotto il totale controllo del Gran Maestro, partecipa alla cattura dei suoi vecchi amici e compagni Smoke e Sub Zero.
In Mortal Kombat X è possibile selezionarlo tramite una delle varianti del personaggio, DLC Triborg, insieme con Smoke (LK-7T2), Sektor (LK-9T9) e Cyber Sub-Zero (LK-52O).
In Mortal Kombat 11 ritorna come sottoposto di Kronika, richiamato dal passato, dai tempi del secondo torneo. Giunto nel presente, Cyrax si scontrerà con Sub-Zero e con Scorpion per far sì che i Cyber Lin Kuei facciano il loro ritorno nella Nuova Era, ma verrà sconfitto dai due ninja, che lo libereranno dal controllo del Gran Maestro e lo faranno tornare dalla loro parte; infine, Cyrax decide di sacrificarsi per eliminare definitivamente il Lin Kuei cibernetico.

## Scheda riassuntiva
- Schieramento: Bene[2]
- Alleati: Sonya Blade, Jax Briggs, Sub-Zero, Nitara, Kenshi
- Nemici: Sektor, Reptile
- Sile di lotta: Ninjitsu; Sambo
- Armi: Pulse Blade, Sabre of Light

### Apparizioni
- Mortal Kombat 3
- Ultimate Mortal Kombat 3
- Mortal Kombat Trilogy
- Mortal Kombat Advance
- Mortal Kombat Gold
- Mortal Kombat: Deadly Alliance
- Mortal Kombat: Deception (cameo, giocabile tramite un glitch)
- Mortal Kombat: Unchained (cameo, giocabile tramite un glitch)
- Mortal Kombat: Tournament Edition
- Mortal Kombat: Armageddon
- Mortal Kombat (2011)
- Mortal Kombat X (Triborg LK-4D4)
- Mortal Kombat 11 (lottatore di supporto Konsumabile)
- Mortal Kombat 1 (personaggio DLC giocabile, variante donna in armatura e personaggio Classico Kameo;)